# میرآباد (بوئین میاندشت)
میرآباد، روستایی ترک زبان از توابع بخش مرکزی شهرستان بوئین و میاندشت در استان اصفهان ایران است.

## جمعیت
این روستا در دهستان سردسیر قرار دارد و براساس سرشماری مرکز آمار ایران در سال ۱۳۸۵، جمعیت آن ۶۵۹ نفر (۱۵۶خانوار) بوده‌است. مردم این روستا به زبان ترکی سخن می‌گویند.